# Steel Azin FC
El Steel Azin FC fue un equipo de fútbol de Irán que jugó en la Iran Pro League, la primera división nacional.

## Historia
Fue fundado en el año 2005 en la capital Teherán luego de que el multimillonario Hossein Hedayati, dueño de la Steel Azin Iranian Holding Co., adquiriera al Ekbatan FC con el objetivo de subir a un nuevo nivel el fútbol en Irán.
Pronto se convertiría en uno de los equipos más fuertes de la Liga Azadegan incluyendo a jugadores como Ebrahim Mirzapour, Davoud Fanaei, Hamed Kavianpour, Ali Ansarian y Mohammad Parvin, pero no lograría el ascenso en su primer intento. En la temporada 2008/09 consigue el ansiado ascenso y realizaron grandes inversiones en la plantilla como la contratación de Ali Karimi, finalizando en quinto lugar en su debut en la Iran Pro League.
La temporada 2010/11 fue un desastre, con cambios constantes de entrenador y de dirigentes que provocaron que terminara en el último lugar entre 18 equipos. Varios jugadores abandonaron al club a pesar de la inversión de 40 millones de dólares de Hossein Hedayati. Debido a los pobres resultados, gastos excesivos y la plantilla de lujo el club fue conocido como el FC Hollywood por su cobertura mediática, respaldada por los altos salarios de sus jugadores, aunque el club también fue conocido como Los Galácticos de Irán en su primera temporada en primera división. El club fue descendido al finalizar la temporada.
Al regresar a la Liga Azadegan el club se muda a la ciudad de Semnan, descendiendo a la tercera división nacional luego de que la FIFA castigara al club con la pérdida de 12 puntos, desapareciendo en 2013.

## Temporadas

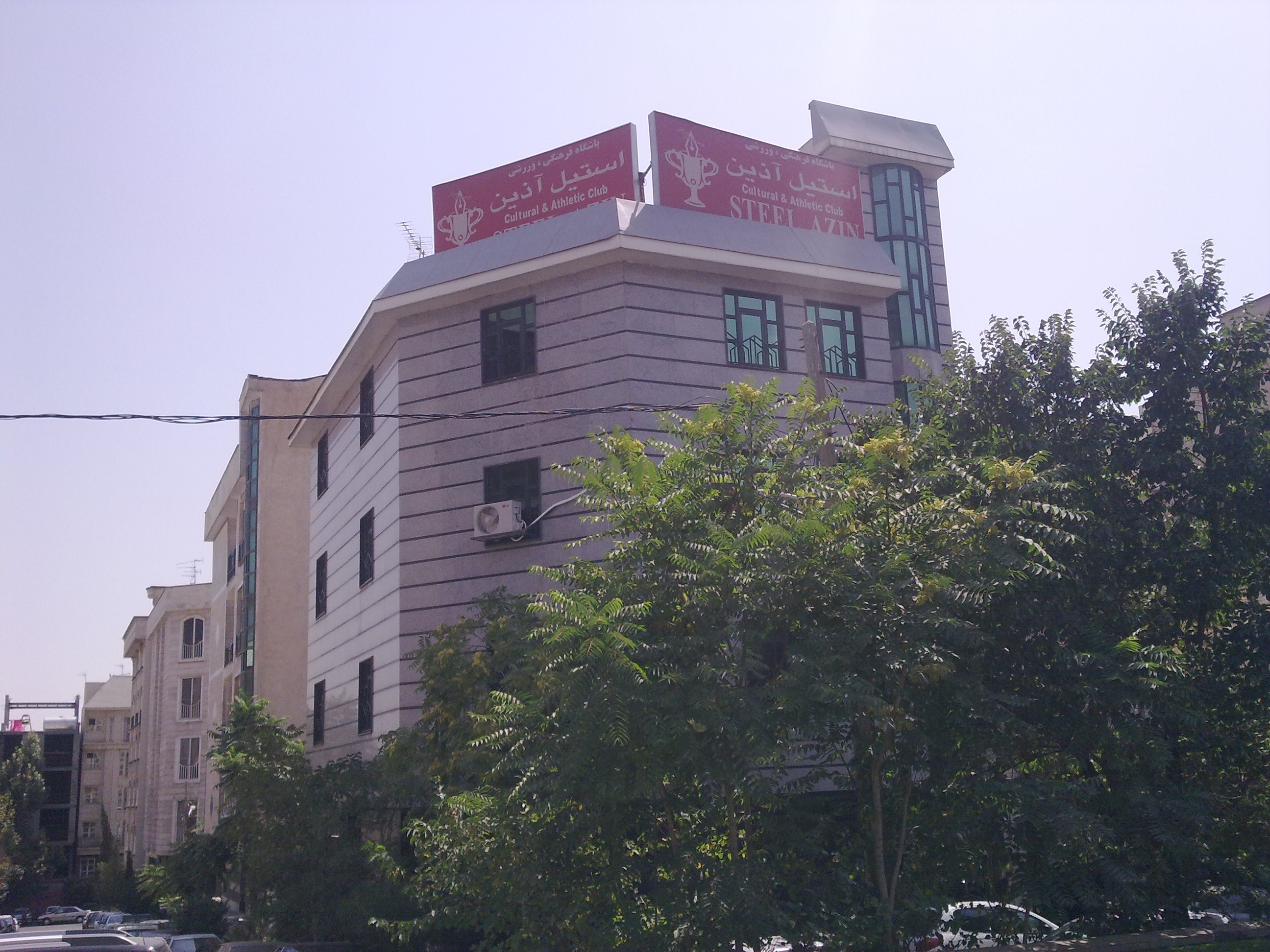
Cuartel general del Steel Azin en Teherán.

| Temporada | Liga     | Liga | Liga | Liga | Liga | Liga | Liga | Liga | Liga | Copa      | Goleador de Liga                   | Goleador de Liga | Entrenador(es)                          |
| Temporada | División | J    | G    | E    | P    | GF   | CA   | Pts  | Pos. | Copa      | Nombre(s)                          | Goles            | Entrenador(es)                          |
| --------- | -------- | ---- | ---- | ---- | ---- | ---- | ---- | ---- | ---- | --------- | ---------------------------------- | ---------------- | --------------------------------------- |
| 2005–06   | Div 1    | 22   | 4    | 9    | 9    | 20   | 28   | 21   | 10.º | 1.º ronda | Hossein Vaez                       | 6                | Mohammad Rabti/ Hadi Ahangaran          |
| 2006–07   | Div 1    | 22   | 6    | 7    | 9    | 13   | 24   | 25   | 9.º  | 1.º ronda | Mohammad Siah                      | 10               | Mohsen Garousi/ Asghar Sharafi          |
| 2007–08   | Div 1    | 22   | 11   | 5    | 6    | 41   | 28   | 38   | 3.º  | 1/8 Final | Mohammad Parvin                    | 15               | de Jong/ Jan Verheijen/ Kazemi          |
| 2008–09   | Div 1    | 26   | 17   | 4    | 5    | 49   | 30   | 55   | 1.º  | 1/8 Final | Hadi Khodadadi                     | 10               | Nader Dastneshan                        |
| 2009–10   | IPL      | 34   | 13   | 13   | 8    | 55   | 49   | 52   | 5.º  | 1/4 Final | Ali Karimi                         | 14               | Estili/ Peyrovani                       |
| 2010–11   | IPL      | 34   | 6    | 10   | 18   | 30   | 63   | 28   | 18.º | 1/4 Final | Siavash Akbarpour Mohammad Gholami | 9                | Tumbaković/ Peyrovani/ Khakpour/ Yavari |
| 2011–12   | Div 1    | 26   | 10   | 10   | 6    | 29   | 22   | 28   | 10.º | 3.º ronda | Hamid Kazemi                       | 11               | Afazeli/ Kheirandish                    |
| 2012–13   | Div 2    | 26   | 10   | 6    | 10   | 26   | 24   | 36   | 7.º  | 1.º ronda | Farid Behzad                       | 10               | Kheirandish                             |

## Entrenadores
| Nombre                  | País                        | Inicio          | Fin             |
| ----------------------- | --------------------------- | --------------- | --------------- |
| Mohamad Rabti           | Bandera de Irán             | Septiembre 2005 | Diciembre 2005  |
| Hadi Ahangaran          | Bandera de Irán             | Diciembre 2005  | Mayo 2006       |
| Mohsen Garousi          | Bandera de Irán             | Junio 2006      | Septiembre 2006 |
| Asghar Sharafi          | Bandera de Irán             | Septiembre 2006 | Junio 2007      |
| Theo de Jong            | Bandera de los Países Bajos | Junio 2007      | Diciembre 2007  |
| Jan Verheijen           | Bandera de los Países Bajos | Diciembre 2007  | Diciembre 2007  |
| Farhad Kazemi           | Bandera de Irán             | Diciembre 2007  | Julio 2008      |
| Nader Dastneshan        | Bandera de Irán             | Julio 2008      | Junio 2009      |
| Hamid Reza Estili       | Bandera de Irán             | Junio 2009      | Abril 2010      |
| Afshin Peyrovani (Temp) | Bandera de Irán             | Abril 2010      | Julio 2010      |
| Ljubiša Tumbaković      | Bandera de Serbia           | Julio 2010      | Octubre 2010    |
| Afshin Peyrovani        | Bandera de Irán             | Octubre 2010    | Diciembre 2010  |
| Mohammad Khakpour       | Bandera de Irán             | Diciembre 2010  | Febrero 2011    |
| Mahmoud Yavari          | Bandera de Irán             | Abril 2011      | Junio 2011      |
| Human Afazeli           | Bandera de Irán             | Junio 2011      | Junio 2013      |